# Huldigungsfahrten nach Varzin
Die Huldigungsfahrten nach Varzin waren Kundgebungen von deutschnationalen Verehrern bei dem ehemaligen Reichskanzler Otto von Bismarck am 16. und 23. September 1894.

## Vorgeschichte
Seit 1772 und 1793 gehörte der westliche Teil des Königreichs Polen zum Königreich Preußen. Dort wurden die Provinzen Posen und Westpreußen gebildet, in denen aber weiterhin eine überwiegend polnische Bevölkerung lebte. Dazu kamen einige deutsche Beamte für die Verwaltung sowie einige deutsche Siedler.
Ab etwa 1890 verstärkte sich der Wegzug deutscher Zuwanderer auf Grund der starken Ablehnung der polnischen Bevölkerung ihnen gegenüber. Von der deutschen Reichsregierung und den Provinzialverwaltungen wurden verschiedene Maßnahmen getroffen, um wieder einen stärkeren Zuzug von Deutschen in diese Regionen zu befördern, die aber keine größeren Erfolge erzielten.
Von deutschnationalen Vertretern in diesen Regionen wurde dagegen starke Kritik an den Provinzialverwaltungen und am Reichskanzlers Caprivi wegen deren angeblich zu nachgiebigen und polenfreundlichen Politik geäußert.
Sie organisierten daraufhin zwei Fahrten zum Landsitz des ehemaligen Reichskanzlers Otto von Bismarck, den sie als den einflussreichsten politischen Verbündeten ansahen.
Gegen diese Fahrten gab es starke Proteste von polnischer Seite, aber auch von den zuständigen deutschen Provinzialverwaltungen wurde Ablehnung spürbar. In Posen wurden den Beamten der Ansiedlungskommission und weiteren Beschäftigten untersagt, an diesen Fahrten teilzunehmen, sie mussten auch ihre Unterschrift unter die Grußadresse an Bismarck zurückziehen.

## 16. September 1894
Am Sonntag, den 16. September 1894 traf ein Sonderzug mit 57 Waggons und etwa 1500 Teilnehmern aus der Provinz Posen um 11.22 Uhr auf dem Bahnhof Hammermühle ein.
Die Teilnehmer gruppierten sich danach zu Abteilungen nach Orten und Regionen und gingen die drei Kilometer lange Strecke nach Varzin. Die älteren wurden mit 15 Leiterwagen in das Dorf gebracht. Dort wurden alle an grob gezimmerten Bänken und Tischen mit Essen und Getränken versorgt.
Einige Besucher hatten sich bereits am Vortag in Unterkünften in der Umgebung untergebracht.
Es gab auch zahlreiche deutsche und ausländische Journalisten, diese wurden auf dem Gutshof des Altreichskanzlers besonders bevorzugt bewirtet. Zu ihnen kam Otto von Bismarck als Erstes und wechselte mit ihnen einige freundliche Worte. Danach ging er wieder in sein Haus.
Gegen 13.15 begann die Veranstaltung im Gutshof. Als Erstes verlas Hermann Kennemann  die Grußadresse der Anwesenden. Darin drückten diese dem Altkanzler ihre höchste Verehrung und Dankbarkeit für sein politisches Wirken aus und äußerten die Hoffnung, dass er sie in ihrem Engagement für eine Stärkung des deutschen Lebens in der Provinz Posen unterstützen würde.
Nach dem gemeinsamen Singen der ersten Strophe einer neu gedichteten Bismarck-Hymne  sprach Otto von Bismarck etwa eine dreiviertel Stunde lang zu den Anwesenden, wobei er durch die körperlichen Beschwerden eines jahrzehntealten Hexenschusses etwas beeinträchtigt war.
Er dankte den Anwesenden für ihr Kommen und sagte, dass er sich geehrt fühle, dass so viele die Strapazen einer langen Reise auf sich nehmen würden. Danach bekräftigte er sein Festhalten am Bestand der östlichen Provinzen und des Elsass zum Deutschen Reich, die bis zum letzten Blutstropfen verteidigt werden würden.
Danach sprach Bismarck über die polnische Landbevölkerung, die nicht der Feind der deutschen Politik sei. Sie seien loyal gegenüber dem preußischen Staat.
Der Hauptgegner sei der polnische Adel, der eine Wiederherstellung eines polnischen Staates anstrebe, diesen gelte es rigoros zu bekämpfen.
Am Ende der Rede rief Otto von Bismarck die Deutschen zu nationaler Geschlossenheit über Partei- und Gesinnungsgrenzen hinaus auf, was sie von den Polen lernten könnten.
Die Rede wurde mit viel Zustimmung aufgenommen. Danach gab es noch eine Rede eines weiteren Organisators und die zweite Strophe der Bismarck-Hymne wurde gesungen.
Anschließend wandte sich Otto von Bismarck einzelnen Gästen zu, die übrigen wurden weiter bewirtet.
Am Abend brachte sie der Sonderzug zurück nach Hause.

## 23. September 1894
Am Sonntag, den 23. September 1894 kamen etwa 1700 Männer und 300 Frauen aus Westpreußen mit eigenen Wagen nach Varzin. Dort wurden sie ebenfalls herzlich begrüßt und bewirtet.
Nach der Rede eines Veranstaltungsorganisators sprach Otto von Bismarck.
Er berichtete zuerst von seinen körperlichen Beschwerden, und danach ausführlich über die Reaktionen auf seine Rede der Vorwoche in der polnischen Presse. Sein Ton war deutlich antipolnischer als bei der ersten Rede. Alle Vorstellungen von einem eigenen polnischen Staat seien illusorisch und auch in den derzeitigen geopolitischen Machtverhältnissen ohne grundlegende Erschütterungen nicht realisierbar. Danach schimpfte er wieder auf den polnischen Adel und rief die Deutschen zu Geschlossenheit auf.

## Nachwirkungen
Über die beiden Huldigungsfahrten nach Varzin  und besonders über die Reden Bismarcks wurde in deutschen, französischen, englischen, polnischen und weiteren ausländischen Zeitungen teilweise ausführlich berichtet. Dabei mussten die deutschen Journalisten ihre Redemitschriften mit der offiziellen Version der Stenographen und des Privatsekretärs Rudolf Chrysander abgleichen.

Es wurden auch Gedenkmünzen zur Erinnerung an die grosse Huldigungsfahrt der Westpreussen zu Fürst Otto von Bismarck herausgegeben.
Kaiser Wilhelm II. hatte am 7. und 21. September ebenfalls zwei scharfe Reden gehalten, in denen er die polnische Bevölkerung zur Akzeptanz der politischen Situation aufforderte und ansonsten Strafmaßnahmen androhte.
Der Rücktritt des Reichskanzlers Leo von Caprivi am 26. Oktober 1894 nach seinem Zerwürfnis mit dem Kaiser wurde von einigen Deutschnationalen als ein unmittelbares Ergebnis der Huldigungsfahrten gegen seine vermeintlich zu nachsichtige Politik gegenüber der polnischen Bevölkerung interpretiert. 
Im November 1894 gründete sich in Posen der Verein zur Förderung des Deutschtums in den Ostmarken unter der Führung von drei der Hauptorganisatoren der ersten Zusammenkunft, der  in den folgenden Jahren der wichtigste Unterstützer deutscher Siedler in den östlichen Provinzen wurde und der von der polnischen Bevölkerung als die einflussreichste antipolnische Organisation im Deutschen Reich gefürchtet und gehasst wurde.
Im Frühjahr 1895 fanden weitere Huldigungsfahrten zu Bismarcks neuem Landsitz Friedrichsruh durch Studenten (1. April, etwa 5000 Teilnehmer), Schleswig-Holsteiner, Ostfriesen, Westfalen, Rheinländer, Mecklenburger, Handwerkergesellen, Parlamentarier und weitere Gruppen  statt.
Das Huldigungsschreiben der Verehrer aus der Provinz Posen zum 16. September 1894 ist mit den Originalunterschriften erhalten.